# Minhwa

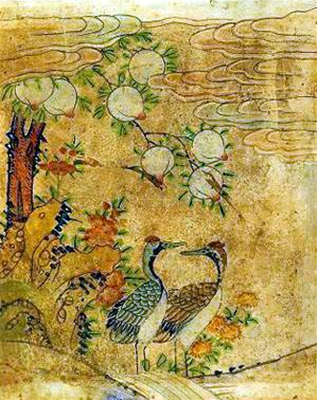
Ssanghak pandodo, dipinto di due gru e pesche.

Minhwa (민화?, 民畵?) è l'arte popolare della Corea, consistente nel dipingere figure mitiche e altri oggetti con uno specifico stile semplice, sviluppatasi nel XVII secolo. Gli artisti minhwa erano gente comune che andava di luogo in luogo, spesso seguendo i festival, dove dipingevano per gli abitanti locali, eseguendo i dipinti su ordinazione lì per lì, su commissione anche dei nobili.
I dipinti, su carta e su tela, mostravano figure della mitologia popolare e leggende, simboli di felicità, di benessere e di salute, e scene di vita quotidiana. I soggetti più comuni erano gli animali che rappresentavano la potenza, come la tigre, o circostanze provvidenziali, come la carpa, che simboleggia il successo.
Dopo un declino durante il periodo coloniale giapponese, l'arte minhwa ebbe una breve popolarità sino a decadere per la guerra di Corea. Un revival si verificò poi negli anni Ottanta.

## Storia
Il termine minhwa venne utilizzato per la prima volta nel 1959 da Yanagi Munayoshi, studioso di arte popolare giapponese, in un articolo intitolato La misteriosa arte minhwa del periodo Joseon, all'interno della rivista Mingei. La parola, composta da min, che significa "persone", e hwa che significa "dipinto", venne utilizzata per indicare un tipo di arte creata da e per le persone. Diversi studiosi della materia hanno proposto altri termini per definire questo tipo di arte: kyŏre kŭrim (pittura etnica), hanhwa (pittura coreana), konyehwa (pittura artigianale) o minsokhwa (pittura popolare).
Una caratteristica comune ai dipinti minhwa, i cui autori sono di solito sconosciuti, è che i temi raffigurati sono legati alla religione: la grande varietà di titoli e opere nominati negli annali dell'era Joseon (1392-1910) suggerisce una connessione con lo sciamanesimo, la religione predominante di quel tempo, e con i gut, i riti sciamanici. Ne sono un esempio le immagini più raffigurate: il ch'ŏyong, uno spirito maligno, la Stella Polare, rappresentata dallo spirito benevolo di una donna, tigri, polli, carpe, fiori e caratteri cinesi che indicano lealtà, umiltà, rispetto verso i genitori e verso il proprio Paese, scritti con l'estremità affilata di un ramo di salice immerso nell'inchiostro nero. Negli anni a seguire, con l'avvento del Buddhismo e del Taoismo, le figure legate allo sciamanesimo vennero accostate a nuove figure religiose recanti motivi buddhisti e taoisti. Col passare del tempo, la pittura popolare iniziò a non avere più un soggetto ben definito da raffigurare e nacquero perciò vari tipi di pittura durante il tardo Joseon. Alla fine dell'epoca, tra il XVII e il XIX secolo, i dipinti popolari riacquistarono successo e si avviò un periodo caratterizzato da diversi cambiamenti dinamici: le condizioni sociali contraddittorie formatesi dopo l'invasione giapponese e cinese, insieme all'arrivo di nuovi pensieri, religioni e oggetti provenienti dall'estero, stimolarono il cambiamento. Nacque una nuova classe sociale, risultato di una mobilità sociale senza precedenti e legata alla fiorente crescita economica del paese: si trattava di una classe alla ricerca di nuove forme d'arte, che sviluppò un grande interesse per i dipinti minhwa. La sua popolarità ne incoraggiò lo sviluppo, tanto che vennero categorizzati in base al motivo per cui i dipinti venivano creati: per eventi, ad uso decorativo, per scacciare gli spiriti maligni.
A partire dal 1970, i coreani cominciarono a interessarsi nuovamente all'arte minhwa. I mercanti d'arte dall'estero, in particolare dal Giappone, e molti hotel di lusso acquistarono dipinti e oggetti minhwa, favorendone la diffusione. Negli anni Novanta, diversi artisti portarono la pittura popolare negli istituti universitari o nei centri culturali dei grandi magazzini, formando una comunità d'arte popolare che cominciò piano piano a svilupparsi. Negli anni 2000, il numero di artisti praticanti aumentò notevolmente e, con l'affinarsi delle loro abilità, emersero nuovi stili.

## Tipologie
Oltre alla molteplicità di colori caratteristica della pittura minhwa, molteplici sono i soggetti rappresentati nelle diverse opere. Ciascun dipinto appartiene ad una specifica tipologia, tra simboli e significati variegati.

### Morando

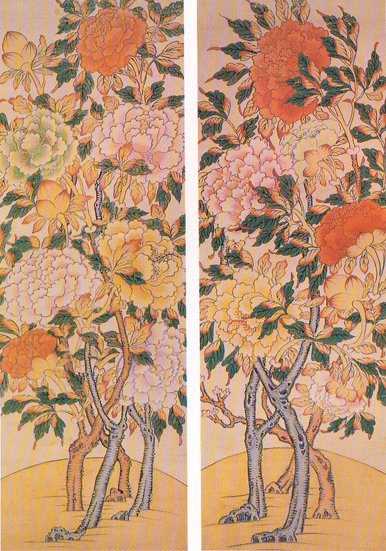
Morando.

Le peonie (모란도?, morandoLR) simboleggiano ricchezza e rispetto, stabilità e pace. I dipinti che le raffigurano erano solitamente eseguiti con inchiostro nero e tinte di colore, per fungere da sfondo a riti ancestrali ed eventi di corte. Un esempio è il paravento conservato al tempio regale ancestrale di Jongmyo.

### Chaekgeori

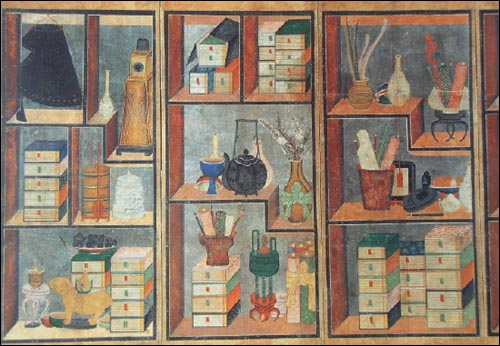
Chaekgeori.

I chaekgeori (책거리?) erano dipinti di libri e cancelleria. Contengono gli oggetti solitamente legati allo studio, quindi carta, pennello, pietra per l'inchiostro, bastone d'inchiostro e pile di libri, atti a simboleggiare sete per il sapere ed entusiasmo nello studio. Altri soggetti possono essere vasi di fiori, occhiali, ventagli, e anche frutta e verdura simboli della longevità e fertilità come le melanzane e le pesche. La disarmonia e la grossolanità sono caratteristiche di questo tipo di dipinti.

### Hwajodo
La forma più conosciuta dei dipinti minhwa, i hwajodo (화조도?), contengono cerbiatti, conigli, farfalle ed api, oltre a fiori (specialmente peonie) ed uccelli. Rappresentavano la bellezza naturale e la dolcezza del matrimonio, che fiorisce come le magnolie, le orchidee, i soffioni, a fianco di fenici ed anatre mandarine. I hwajodo potevano trovarsi nelle camere da letto o essere presenti durante cerimonie di matrimonio, perché i soggetti contenuti simboleggiano fertilità, incoraggiamento alla procreazione.

### Sipjangsaengdo
Nei dipinti sipjangsaengdo (십장생도?) vengono rappresentati i dieci elementi della natura che rappresentano l'eterna giovinezza: il sole, le nuvole, le montagne, l'acqua, gli alberi di pino, le tartarughe, il cerbiatto, le gru, le rocce e l'erba (o il fungo) della giovinezza eterna. Considerati l'esempio più grandioso e regale dei minhwa, i sipjangsaengdo sono espressione dello sciamanesimo e del suo simbolismo.
Col tempo i simboli divennero dodici, aggiungendo pesche e bambù, ma mantennero comunque il nome di "Dieci simboli".

### Munjado

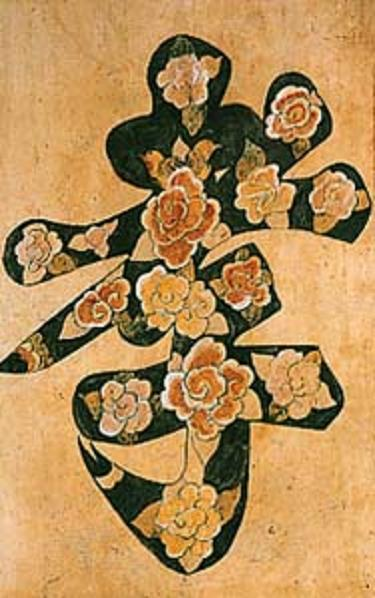
Munjado.

La tipologia munjado (문자도?) inserisce animali o creature simboliche, come pesci, piante e uccelli, all'interno degli ideogrammi cinesi o attorno ad essi: ogni carattere rappresenta uno degli Otto Insegnamenti Morali del Confucianesimo, come la fedeltà, l'integrità e la giustizia. Trattandosi di opere legate alla filosofia cinese, si ritrovavano prevalentemente nelle case delle famiglie di ceto medio-alto.

### Hojakdo

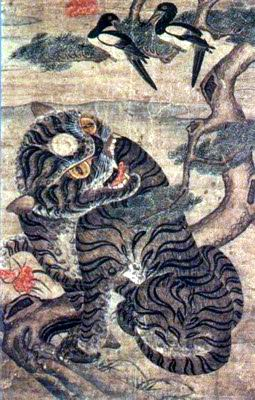
Hojakdo.

I soggetti principali dei dipinti hojakdo (호작도?) sono tigri e gazze, incarnazioni, rispettivamente, del governo e della gente comune. La tigre era ritratta in modo ridicolo, con macchie e sguardi vuoti, rappresentando una satira nei confronti del governo coreano; la gazza invece diventava, per contrasto, un simbolo di saggezza.

### Sansuhwa
Letteralmente "dipinti delle montagne e delle acque", i sansuhwa (산수화?) sono una tipologia di dipinti che mostra la premura e l'affinità verso la natura: rilievi e paesaggi venivano rappresentati con pennellate spesse e linee irregolari per delineare forme grossolanamente dettagliate. Un sottotipo di sansuhwa, i jingyeong sansuhwa (진경 산수화?), o dipinti "a veduta esatta", erano più semplici da comporre rispetto ai generi di dipinti che richiedevano più minuziosità nella composizione perché ritraevano gli oggetti semplicemente con grandi pennellate.

### Altriminhwa
Alcuni minhwa rappresentavano i sinseon, gli individui immortali del Taoismo, come il primo uomo coreano Dangun, protagonista del mito di fondazione del Gojoseon. L'immortalità veniva rappresentata con colori vivi e forme maggiormente legate alla natura, simbologia inerente alla disciplina spirituale.

## Minhwacontemporanei
Gli artisti di minhwa contemporanei hanno sviluppato nuovi approcci a questo tipo di dipinti, ad esempio allontanandosi dai pigmenti tradizionali sulla carta di gelso coreana per esplorare una più ampia gamma di materiali senza fare una distinzione tra quali siano di origine orientale e quali, invece, provengano dall'Occidente. Si usano quindi vernici acriliche, pastelli o matite colorate su tela, mentre altri realizzano minhwa come collage da tessuti, carta da parati o altri materiali. Taluni si sono invece allontanati dal lavoro bidimensionale, sperimentando con i formati, come l'installazione e la media art, ovvero l'arte virtuale, digitale e sonora. Al di fuori della sfera artistica, i minhwa si sono diffusi anche come motivi ricorrenti nel campo dei cosmetici, della moda e degli articoli per la casa.

## Galleria d'immagini

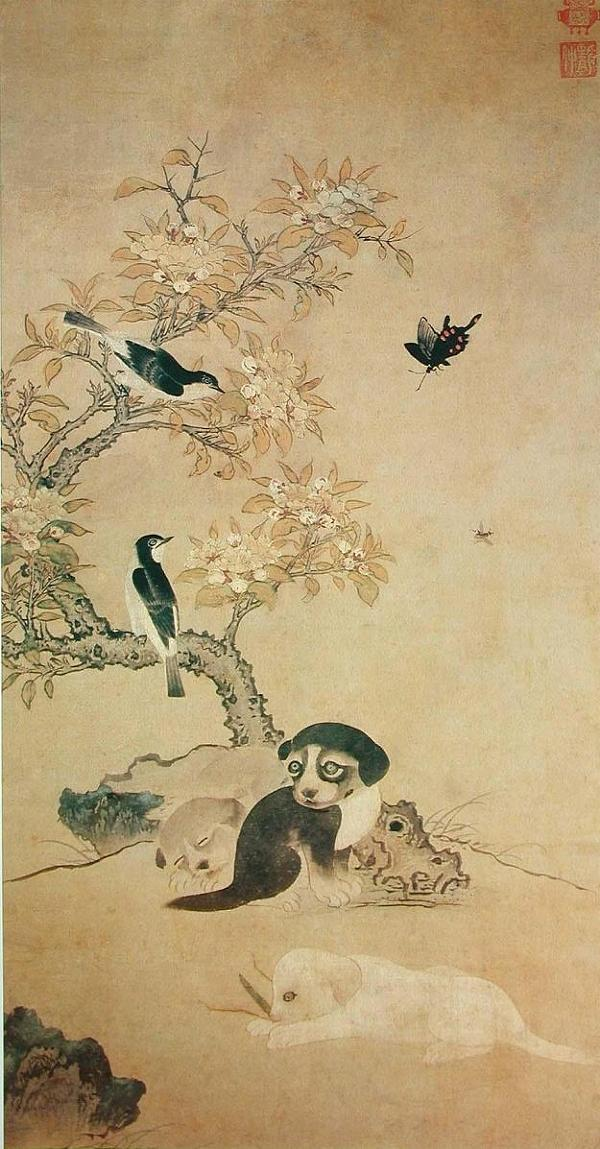
Hwanjogujado.
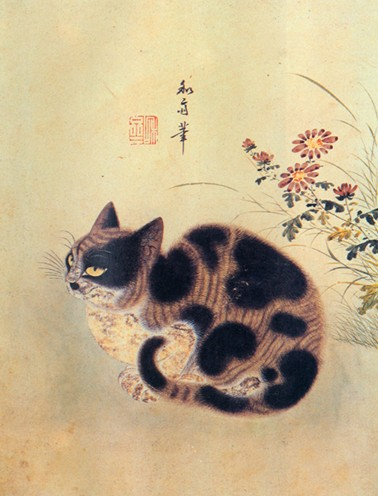
Gukjeongchumyodo.
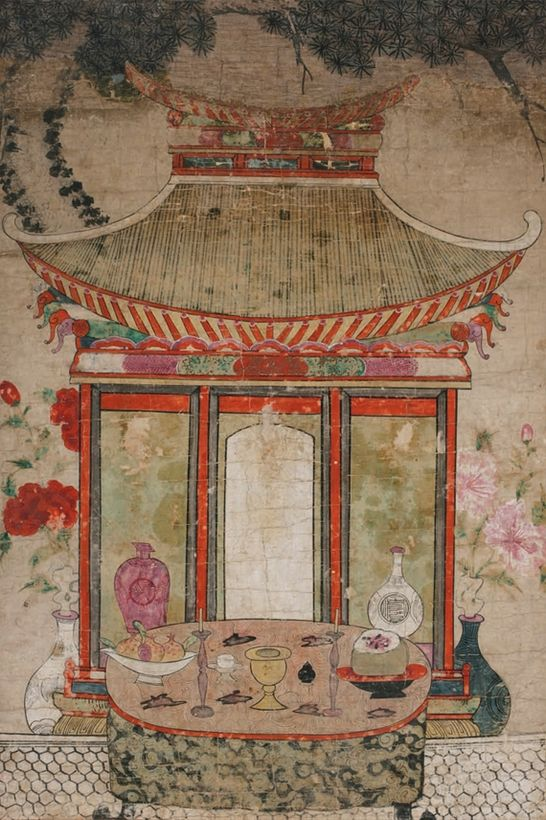
Gammo yeojaedo.
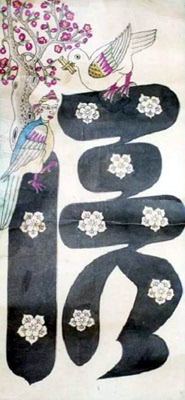
Munjado.
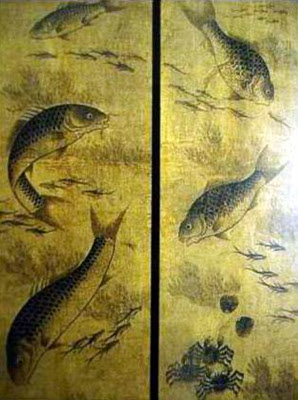
Eohado (dipinto di pesce e granchi)
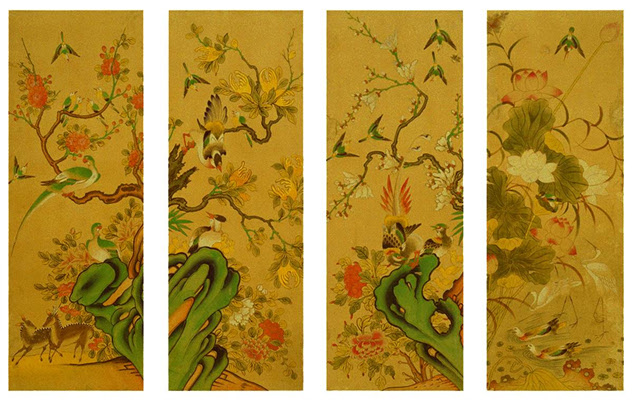
Hwajodo.
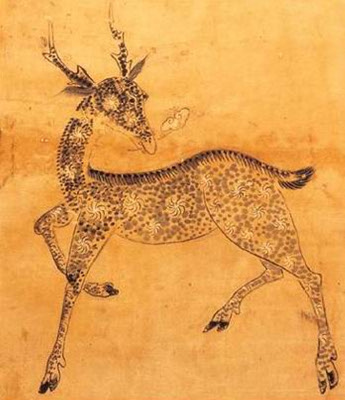
Jangsaeng hwarakdo.